# Sara (moglie di Abramo)
Sara o Sarah (in ebraico: שָׂרָה [saː.ˈraː] ; in arabo: سارا oppure سارة Sāra) è una personalità biblica, prima moglie di Abramo, e madre di Isacco.
Il nome ebraico Sarah indica una donna di alto lignaggio ed è tradotto con principessa o nobildonna.
È venerata da tutte le Chiese cristiane che ammettono il culto dei santi. È inoltre soggetto di culto nelle altre religioni monoteiste, l'islam e l'ebraismo.

## Racconto biblico
Sara è ricordata in Genesi, e nel Libro di Isaia 51:2.
Nel Libro della Genesi, Sara gioca un ruolo fondamentale nella costruzione della discendenza eletta e del compimento della promessa di Dio, dopo che Abramo esce da Carre e iniziano gli avvenimenti che porteranno alla costituzione del popolo eletto (cfr. Genesi 13).
In base alla cronologia biblica Sara nasce all'incirca nel 2028 a.C. da Tera, padre di Abramo. Sara è quindi sorellastra del marito, figlia dello stesso padre, ma non della stessa madre (Gen. 20,12).
Sara ha circa dieci anni meno del marito Abramo (Gen. 17,17) col quale si sposa mentre si trovavano nella città di Ur (Gen. 11,28-29).
Sara è una donna molto bella nonostante la sua età. Il timore del marito di essere ucciso da qualcuno che desidera avere sua moglie lo spinge a imporle di dichiarare a chiunque glielo chieda di essere la sorella di Abramo e non la moglie. Di conseguenza Sara è una prima volta condotta dal Faraone, così Dio piaga il Faraone il quale la lascia tornare dal marito prima di prenderla come sua moglie (Gen. 12,11-20). Una seconda volta Sara è notata dal re Abimelec, il quale pure manda a prenderla, credendola solo una sorella di Abramo; qui Dio viene in sogno al re Abimelec e gli impone di lasciarla tornare dal marito (Gen. 20).
Sara è sterile e quando ha ormai 75 anni circa, secondo la consuetudine dell'epoca, dà in moglie la sua schiava Agar al marito perché partorisca per lei un figlio, cui mette nome Ismaele, il quale sarebbe poi divenuto il capostipite di una grande nazione (Gen. 16).
Il suo nome originale era Sarai, che probabilmente significa "litigiosa". Quando ella ha 90 anni Dio le cambia il nome da Sarai in Sara, che significa "Principessa, Signora" promettendole che avrebbe concepito miracolosamente un figlio, al quale essa mise poi nome Isacco, il cui nome significa risata, perché Sara rise ascoltando la promessa e, disse, chi avrebbe udito di una novantenne che partorisce avrebbe pure riso (Gen. 17,15 e 21,5-6).
Sara muore nel 1901 a.C. circa, all'età di 127 anni, 37 anni circa dopo aver partorito Isacco. È l'unica donna di cui l'Antico Testamento fornisce l'età (Gen. 23,1-2).

Anche dopo la morte, Sara si lega a una promessa di Dio: quella di una terra promessa: al capitolo 23 del libro della Genesi si legge: 

## Albero genealogico da Abramo a Esaù
|      |      |        |        |        |        |        |        |        |        | |         |         |         |         |         | Terach            |       |       |       |         |         |         |         |         |         |          |        |         |         |         |         |         |         |        |        |              |              |              |              |              |              |         |         |         |         |          |          |                |                |                |                |                |                |  |  |  |  |
|      |      |        |        |        |        |        |        |        |        | |         |         |         |         |         |                   |       |       |       |         |         |         |         |         |         |          |        |         |         |         |         |         |         |        |        |              |              |              |              |              |              |         |         |         |         |          |          |                |                |                |                |                |                |  |  |  |  |
|      |      |        |        |        |        |        |        |        |        | |         |         |         |         |         |                   |       |       |       |         |         |         |         |         |         |          |        |         |         |         |         |         |         |        |        |              |              |              |              |              |              |         |         |         |         |          |          |                |                |                |                |                |                |  |  |  |  |
| Sara | Sara | Sara   | Sara   | Sara   | Sara   |        |        | Abramo | Abramo | Abramo | Abramo  | Abramo  | Abramo  |         |         | Agar              | Agar  | Agar  | Agar  | Agar    | Agar    |         |         | Nahor   | Nahor   | Nahor    | Nahor  | Nahor   | Nahor   |         |         |         |         |        |        |              |              |              |              | Haran        | Haran        | Haran   | Haran   | Haran   | Haran   |          |          |                |                |                |                |                |                |  |  |  |  |
| Sara | Sara | Sara   | Sara   | Sara   | Sara   |        |        | Abramo | Abramo | Abramo | Abramo  | Abramo  | Abramo  |         |         | Agar              | Agar  | Agar  | Agar  | Agar    | Agar    |         |         | Nahor   | Nahor   | Nahor    | Nahor  | Nahor   | Nahor   |         |         |         |         |        |        |              |              |              |              | Haran        | Haran        | Haran   | Haran   | Haran   | Haran   |          |          |                |                |                |                |                |                |  |  |  |  |
|      |      |        |        |        |        |        |        |        |        | |         |         |         |         |         |                   |       |       |       |         |         |         |         |         |         |          |        |         |         |         |         |         |         |        |        |              |              |              |              |              |              |         |         |         |         |          |          |                |                |                |                |                |                |  |  |  |  |
|      |      |        |        |        |        |        |        |        |        | |         |         |         |         |         |                   |       |       |       |         |         |         |         |         |         |          |        |         |         |         |         |         |         |        |        |              |              |              |              |              |              |         |         |         |         |          |          |                |                |                |                |                |                |  |  |  |  |
|      |      |        |        |        |        |        |        |        |        | |         |         |         |         |         |                   |       |       |       |         |         |         |         |         |         |          |        |         |         |         |         | Milcah  | Milcah  | Milcah | Milcah | Milcah       | Milcah       |              |              | Lot          | Lot          | Lot     | Lot     | Lot     | Lot     |          |          | Iscah          | Iscah          | Iscah          | Iscah          | Iscah          | Iscah          |  |  |  |  |
|      |      |        |        |        |        |        |        |        |        | |         |         |         |         |         |                   |       |       |       |         |         |         |         |         |         |          |        |         |         |         |         | Milcah  | Milcah  | Milcah | Milcah | Milcah       | Milcah       |              |              | Lot          | Lot          | Lot     | Lot     | Lot     | Lot     |          |          | Iscah          | Iscah          | Iscah          | Iscah          | Iscah          | Iscah          |  |  |  |  |
|      |      |        |        |        |        |        |        |        |        | |         | Ismaele |         |         |         |                   |       |       |       |         |         |         |         |         |         |          |        |         |         |         |         |         |         |        |        |              |              |              |              |              |              |         |         |         |         |          |          |                |                |                |                |                |                |  |  |  |  |
|      |      |        |        |        |        |        |        |        |        | |         |         |         |         |         |                   |       |       |       |         |         |         |         |         |         |          |        |         |         |         |         |         |         |        |        |              |              |              |              |              |              |         |         |         |         |          |          |                |                |                |                |                |                |  |  |  |  |
|      |      |        |        |        |        |        |        |        |        | |         |         |         |         |         |                   |       |       |       | 7 figli | 7 figli | 7 figli | 7 figli | 7 figli | 7 figli |          |        | Bethuel | Bethuel | Bethuel | Bethuel | Bethuel | Bethuel |        |        | prima figlia | prima figlia | prima figlia | prima figlia | prima figlia | prima figlia |         |         |         |         |          |          | seconda figlia | seconda figlia | seconda figlia | seconda figlia | seconda figlia | seconda figlia |  |  |  |  |
|      |      |        |        |        |        |        |        |        |        | |         |         |         |         |         |                   |       |       |       | 7 figli | 7 figli | 7 figli | 7 figli | 7 figli | 7 figli |          |        | Bethuel | Bethuel | Bethuel | Bethuel | Bethuel | Bethuel |        |        | prima figlia | prima figlia | prima figlia | prima figlia | prima figlia | prima figlia |         |         |         |         |          |          | seconda figlia | seconda figlia | seconda figlia | seconda figlia | seconda figlia | seconda figlia |  |  |  |  |
|      |      |        |        |        |        |        |        |        |        | |         |         |         |         |         |                   |       |       |       |         |         |         |         |         |         |          |        |         |         |         |         |         |         |        |        |              |              |              |              |              |              |         |         |         |         |          |          |                |                |                |                |                |                |  |  |  |  |
|      |      |        |        |        |        |        |        |        |        | |         |         |         |         |         |                   |       |       |       |         |         |         |         |         |         |          |        |         |         |         |         |         |         |        |        |              |              |              |              |              |              |         |         |         |         |          |          |                |                |                |                |                |                |  |  |  |  |
|      |      | Isacco | Isacco | Isacco | Isacco | Isacco | Isacco |        |        | Rebecca | Rebecca | Rebecca | Rebecca | Rebecca | Rebecca |                   |       |       |       |         |         |         |         |         |         |          |        |         |         | Labano  | Labano  | Labano  | Labano  | Labano | Labano |              |              | Moabiti      | Moabiti      | Moabiti      | Moabiti      | Moabiti | Moabiti |         |         | Ammoniti | Ammoniti | Ammoniti       | Ammoniti       | Ammoniti       | Ammoniti       |                |                |  |  |  |  |
|      |      | Isacco | Isacco | Isacco | Isacco | Isacco | Isacco |        |        | Rebecca | Rebecca | Rebecca | Rebecca | Rebecca | Rebecca |                   |       |       |       |         |         |         |         |         |         |          |        |         |         | Labano  | Labano  | Labano  | Labano  | Labano | Labano |              |              | Moabiti      | Moabiti      | Moabiti      | Moabiti      | Moabiti | Moabiti |         |         | Ammoniti | Ammoniti | Ammoniti       | Ammoniti       | Ammoniti       | Ammoniti       |                |                |  |  |  |  |
|      |      |        |        |        |        |        |        |        |        | |         |         |         |         |         |                   |       |       |       |         |         |         |         |         |         |          |        |         |         |         |         |         |         |        |        |              |              |              |              |              |              |         |         |         |         |          |          |                |                |                |                |                |                |  |  |  |  |
|      |      |        |        |        |        |        |        |        |        | |         |         |         |         |         |                   |       |       |       |         |         |         |         |         |         |          |        |         |         |         |         |         |         |        |        |              |              |              |              |              |              |         |         |         |         |          |          |                |                |                |                |                |                |  |  |  |  |
|      |      |        |        |        |        |        |        |        |        | Giacobbe |         |         |         |         |         |                   |       |       |       |         |         |         |         |         |         |          |        |         |         |         |         |         |         |        |        |              |              |              |              |              |              |         |         |         |         |          |          |                |                |                |                |                |                |  |  |  |  |
|      |      |        |        |        |        |        |        |        |        | |         |         |         |         |         |                   |       |       |       |         |         |         |         |         |         |          |        |         |         |         |         |         |         |        |        |              |              |              |              |              |              |         |         |         |         |          |          |                |                |                |                |                |                |  |  |  |  |
|      |      |        |        |        |        |        |        |        |        | |         |         |         |         |         |                   |       |       |       |         |         |         |         |         |         |          |        |         |         |         |         |         |         |        |        |              |              |              |              |              |              |         |         |         |         |          |          |                |                |                |                |                |                |  |  |  |  |
|      |      |        |        |        |        |        |        |        |        | 1. Nebaioth 2. Kedar 3. Adbeel 4. Mibsam 5. Mishma 6. Dumah 7. Massa 8. Hadar 9. Tema 10. Jetur 11. Naphish 12. Kedemah |         |         |         |         |         |                   |       |       |       |         |         |         |         |         |         |          |        |         |         |         |         |         |         |        |        |              |              |              |              |              |              |         |         |         |         |          |          |                |                |                |                |                |                |  |  |  |  |
| Esaù | Esaù | Esaù   | Esaù   | Esaù   | Esaù   |        |        |        |        | |         |         |         |         |         |                   |       |       |       |         |         |         |         |         |         |          |        |         |         |         |         |         |         |        |        |              |              |              |              |              |              |         |         | Adhah   | Adhah   | Adhah    | Adhah    | Adhah          | Adhah          |                |                |                |                |  |  |  |  |
| Esaù | Esaù | Esaù   | Esaù   | Esaù   | Esaù   |        |        |        |        | |         |         |         |         |         |                   |       |       |       |         |         |         |         |         |         |          |        |         |         |         |         |         |         |        |        |              |              |              |              |              |              |         |         | Adhah   | Adhah   | Adhah    | Adhah    | Adhah          | Adhah          |                |                |                |                |  |  |  |  |
|      |      |        |        |        |        |        |        |        |        | |         |         |         |         |         |                   |       |       |       |         |         |         |         |         |         | Oolibama |        |         |         |         |         |         |         |        |        |              |              |              |              |              |              |         |         |         |         |          |          |                |                |                |                |                |                |  |  |  |  |
|      |      |        |        |        |        |        |        |        |        | |         |         |         |         |         |                   |       |       |       |         |         |         |         |         |         |          |        |         |         |         |         |         |         |        |        |              |              |              |              |              |              |         |         |         |         |          |          |                |                |                |                |                |                |  |  |  |  |
|      |      |        |        |        |        |        |        |        |        | |         |         |         |         |         | Mahalath/Basemath |       |       |       |         |         |         |         |         |         |          |        |         |         |         |         |         |         |        |        |              |              |              |              |              |              |         |         |         |         |          |          |                |                |                |                |                |                |  |  |  |  |
|      |      |        |        |        |        |        |        |        |        | |         |         |         |         |         |                   |       |       |       |         |         |         |         |         |         |          |        |         |         |         |         |         |         |        |        |              |              |              |              |              |              |         |         |         |         |          |          |                |                |                |                |                |                |  |  |  |  |
|      |      |        |        |        |        |        |        |        |        | |         |         |         |         |         |                   |       |       |       |         |         |         |         |         |         |          |        |         |         |         |         |         |         |        |        |              |              |              |              |              |              |         |         |         |         |          |          |                |                |                |                |                |                |  |  |  |  |
|      |      |        |        |        |        |        |        |        |        | |         |         |         |         |         |                   |       |       |       |         |         |         |         |         |         |          |        |         |         |         |         |         |         |        |        |              |              |              |              |              |              |         |         |         |         |          |          |                |                |                |                |                |                |  |  |  |  |
|      |      |        |        |        |        |        |        | Reuel  | Reuel  | Reuel | Reuel   | Reuel   | Reuel   |         |         | Jeush             | Jeush | Jeush | Jeush | Jeush   | Jeush   |         |         | Jaalam  | Jaalam  | Jaalam   | Jaalam | Jaalam  | Jaalam  |         |         | Core    | Core    | Core   | Core   | Core         | Core         |              |              | Eliphaz      | Eliphaz      | Eliphaz | Eliphaz | Eliphaz | Eliphaz |          |          |                |                |                |                |                |                |  |  |  |  |

## Esegesi ebraica
- Angelo

- Abramo

- Ebrei

- Ghiur

- Patriarchi ebrei

- Popolo d'Israele

- Shekhinah

- Zaddiq#Le matriarche e le profetesse

Il Talmud (in Sanhedrin 69B) interpreta Genesi 11:29 identificando Sarah con Iscah, figli di Haran, fratello defunto di Abramo, e sorella di Lot e Milcah. Il rabbino francese Rashi traduce Genesi 20:12 con Lei è infatti mia sorella, la figlia di mio padre. Tale espressione potrebbe indicare un figlio di Noah (anche non giudeo), tenuto conto che la Halakhah non si pronuncia riguardo ai matrimoni misti coi non giudei.

## Nel Nuovo Testamento
San Paolo nella lettera ai Galati 4,22-31 scrive che Sara e Agar (la sua schiava) rappresentano due patti. Agar rappresenta il Patto della Legge stipulato con Mosè sul monte Sinai e la città di Gerusalemme «che genera figli per la schiavitù». Sara invece rappresenta la «Gerusalemme di sopra» in base al nuovo Patto stipulato con Gesù, durante l'ultima cena e che rende liberi i figli di Dio. Altri riferimenti sono in Romani 4,19 e 9,9.
La Prima lettera di Pietro elogia Sara come modello di donna perché rimase obbediente e fedele al patriarca Abramo, operando il bene (1Pt 3). 

## Culto
Le Chiese cristiane la venerano come santa, ricordandola assieme al marito Abramo il 9 ottobre e non singolarmente. La Chiesa cattolica la ricorda anche il 24 dicembre quando viene celebrata una memoria altrettanto generica per tutti gli antenati di Gesù. Invece la Chiesa copta la festeggia con una data specifica, il 19 agosto. La figura di santa Sara è venerata anche dall'Islam.

## Nell'Islam
Sarah è soggetto di preghiera nel mondo islamico in quanto prima moglie di Abramo, sebbene gli Ismaeliti propriamente discendano dalla servitrice egiziana Hagar. Secondo il testo biblico, entrambi i figli furono una promessa e una profezia di Dio: Ismaele concepito quando Abramo aveva 66 anni, e Isacco quando Abramo aveva 99 anni. Isacco fu anche un profeta del Signore.
Il Corano non menziona Sara con il suo nome, ma riferisce l'annuncio della nascita di Isacco (Sura 11 (Hud), ayat 69-72).

## La tomba di Sarah
La tradizione ritiene che Sara riposi nella Tomba dei Patriarchi (che i musulmani chiamano Santuario di Abramo, nota anche come Cava di Machpelah). Il complesso, sito a Hebron è il secondo luogo sacro dell'Ebraismo (dopo il Monte del Tempio a Gerusalemme), così come dalla Cristianità e dall'Islam, che conservano entrambi la secolare tradizione secondo la quale in questo complesso sacro riposano tre coppie bibliche: Abramo e Sara, Isacco e Rebecca, Giacobbe e Lia. 
Secondo il Libro della Genesi, Abramo acquistò questa appezzamento di terreno da un certo Ephron l'Ittita (Gn 23).

## Letteratura
- Dante Alighieri la cita nelle anime beate del XXXII Canto del Paradiso, insieme a Giuditta e a Rebecca.[13]